# Chastleton
Chastleton – wieś w Anglii, w hrabstwie Oxfordshire, w dystrykcie West Oxfordshire. Leży 36 km na północny zachód od Oksfordu i 117 km na północny zachód od Londynu. W 2001 miejscowość liczyła 121 mieszkańców.